# Loog (Senegal)
Loog (auch île du Loog,  île de Foundiougne oder île de Soum) ist eine Insel im Département Foundiougne des westafrikanischen Staates Senegal, die im Saloum-Delta der Region Sine-Saloum liegt.

## Geographische Lage
Die Insel Loog liegt ganz im Osten des Saloum-Deltas, zwischen dem Saloum-Hauptarm im Norden und seinem Seitenarm Diombos im Süden. Beide sind östlich und westlich der Insel unter dem Einfluss der Gezeitenströmung über ein Geflecht mäandrierender Bolongs miteinander verbunden und bilden dort ein amphibisches Mangrovengebiet. Loog ist mit rund 108 km² die größte und mit über 25.000 Einwohnern die bevölkerungsreichste Insel des Saloum-Deltas. Auf ihr liegt die Départementspräfektur Foundiougne. Mit bis zu 9 m Höhe ist sie deutlich höher gelegen als die meisten Inseln des Deltas und bietet viele fruchtbare Ackerflächen; der Anteil der Mangrovenwälder in der Uferzone ist relativ gering, am höchsten noch am westlichen Ufer.

## Bevölkerung
Die Inselbevölkerung verteilt sich auf drei Gemeinden (communes). Nach dem Zensus 2023 umfasste ihre Bevölkerungszahl
- 08.924 Einwohner in Foundiougne
- 11.713 Einwohner in Mbam
- 06.159 Einwohner in Soum, zusammen
- 26.796 Einwohner

Foundiougne und Soum sind städtische Gemeinden mit einem relativ eng umgrenzten Stadtgebiet, während Mbam den größten Teil der Inselfläche einnimmt, deren Einwohner sich auf sieben Dörfer (villages) und drei Weiler (hameaux) verteilen.

## Verkehr
Die Nationalstraße N 9 führt durch die Gemeinden Foundiougne und Mbam und verbindet Loog dank zweier Brückenbauwerke mit dem Rest des Landes. Eine 500 Meter lange Damm-Brücken-Kombination verbindet die Insel über den Diombos, einen südlichen Mündungsarm des Saloum, nach Osten und Süden mit dem Festland (Der eigentliche Durchlass unter der Straße ist nur 10 Meter breit). Und seit 2022 führt der 1290 Meter lange mautpflichtige Pont de Foundiougne nach Norden über den Saloum-Hauptarm in Richtung Fatick. Sie wird als längste Brücke Westafrikas bezeichnet.
Soum liegt abseits der N9 und ist nur über eine fünf Kilometer lange Staubpiste erreichbar. Das Projekt eines 17,5 Kilometer langen asphaltierten Insel-Straßenrings, der alle Ortschaften auf Loog miteinander verbinden sollte, „la boucle du Loog“, wurde im August 2014 nach wenigen Monaten Bauzeit im Anfangsstadium eingestellt. Die sichere Belieferung der überregionalen Märkte mit den hier erzeugten Fischerei- und Agrarprodukten setzt jedoch jederzeit befahrbare Straßen voraus.

## Wirtschaft
Während Foundiougne als Gründung der französischen Kolonialmacht ein Handelshafen und Verwaltungszentrum war, lebte die Inselbevölkerung im Übrigen traditionell von der Erzeugung von Reis und Baumwolle sowie von dem Ertrag ihrer Salzgärten, und zwar namentlich in der wohlhabenden Gemeinde Soum.